# Hügelgräberfeld Reingrub am Kürnberg
Das Hügelgräberfeld Reingrub am Kürnberg in der Gemeinde Wilhering im Bezirk Linz-Land in Oberösterreich ist ein mittelbronzezeitliches Hügelgräberfeld mit etwa 30 erhaltenen Grabhügeln. Die Hügelgräber stehen gemeinsam mit dem Wachturm Hirschleitengraben, den Wallanlagen am Kürnberg und anderen historischen Flurdenkmalen (wie etwa dem sogenannten Kaiserbründl) seit 1992 unter Denkmalschutz (Listeneintrag).

## Lage
Als „Reingrub“ wird eine etwa 5 Hektar große, ebene Fläche am Kürnberg bezeichnet, die sich ungefähr einen Kilometer südwestlich des Kürnberger Gipfels befindet. Die Fläche wird im Osten durch den Holzseppen-Graben und im Süden und Westen durch den früher sogenannten „Bajuwarenwall“ begrenzt.

## Forschungsgeschichte
Ludwig Benesch entdeckte das Hügelgräberfeld im Jahr 1910 und identifizierte damals 22 Grabhügel.
Die erste wissenschaftliche Untersuchung eines Grabhügels führte Pater Leopold Schiller 1922 mit Schülern des Stiftsgymnasiums Wilhering durch (Tumulus Nr. I).
Die Prähistoriker Oswald Menghin und Erwin Theuer setzten die Grabungen fort (Tumuli Nr. II–X). Sie entdeckten 9 weitere Gräber, kamen aber zum Ergebnis, dass die meisten Hügelgräber bereits vor langer Zeit beraubt worden waren. Der wertvollste Fund war eine Zylinderhalsurne (Amphore) aus Hügel Nr. II.
Die Nummerierung der Grabhügel wurde von Kurt Willvonseder 1937 mit den Tumuli Nr. I und II begonnen.
1938 und 1940 untersuchte Ernst Fietz einen großen Grabhügel (Nr. XI) der südlichen Gruppe. Aufgrund der Funde konnte das Grabhügelfeld der mittleren Bronzezeit zugeordnet werden. Es blieb aber unklar, ob dabei Körper- oder Brandbestattung angewendet worden war.

## Beschreibung
Beschreibung einiger Grabhügel:
- Tumulus I: Im Inneren des Grabhügels befand sich eine Steinsetzung mit 1,5 Meter Durchmesser, die aus zum Teil sehr großen Steinblöcken errichtet worden war. Gefunden wurden ein Wandstück eines kleinen krug- oder urnenförmigen Gefäßes mit zwei parallelen Fingertupfenleisten an der Schulter sowie etliche Tonscherben.
- Tumulus II: Der 0,9 Meter hohe Grabhügel besitzt einen Durchmesser von 8,5 Metern. Die darin gefundene 26 cm hohe Amphore mit abgesetzter Standfläche, bauchigem Unterteil, hohem zylindrischem Hals und zwei gegenständige Bandhenkeln hat einen Bodendurchmesser von 11,5–12 cm und einen Randdurchmesser von 15,8 cm (Objektnummer A 3.770 im Oberösterreichischen Landesmuseum). Weiters befanden sich darin menschliche Knochenreste und Scherben.
- Tumulus III: nur wenige unverzierte Scherben
- Tumulus IV–X: keine Funde
- Tumulus XI: Dieser 1,2 Meter hohe Grabhügel besitzt einen Durchmesser von 13 Metern. Der darin verborgene rund 1 Meter breite Steinkranz hat einen Durchmesser von 9,1 Metern und eine maximale Höhe von 0,75 cm. Die wenigen Scherbenstückche und Kohleteilchen gelangten ins Museum Leonding und gelten heute als verschollen.